# Municipio de McClusky
El municipio de McClusky (en inglés: McClusky Township) es un municipio ubicado en el condado de Sheridan en el estado estadounidense de Dakota del Norte. En el año 2010 tenía una población de 56 habitantes y una densidad poblacional de 0,61 personas por km².

## Geografía
El municipio de McClusky se encuentra ubicado en las coordenadas 47°27′3″N 100°29′30″O / 47.45083, -100.49167. Según la Oficina del Censo de los Estados Unidos, el municipio tiene una superficie total de 92.54 km², de la cual 91,33 km² corresponden a tierra firme y (1,31 %) 1,21 km² es agua.

## Demografía
Según el censo de 2010, había 56 personas residiendo en el municipio de McClusky. La densidad de población era de 0,61 hab./km². De los 56 habitantes, el municipio de McClusky estaba compuesto por el 100 % blancos. Del total de la población el 0 % eran hispanos o latinos de cualquier raza.